# 한아련
한아련(1988년 9월 13일 ~ )은 대한민국의 배우 겸 방송인이다.

## 이력
2009년 뮤지컬 배우로 데뷔
2015년 ~ 2018년까지 EBS 모여라 딩동댕 번개걸로 활동하였으나 지금은 하차하였다.

## 학력
- 서울예술대학교 연기과

## 출연작

### TV 시리즈
- 2014년 KBS2 월화드라마 《연애의 발견》

### TV 방송
- 2015년 ~ 2018년 EBS1 《모여라 딩동댕》 - 번개걸 역

### 뮤지컬
- 2016년 ~ 2017년 《꽃의 비밀》
- 2017년 《꽃의 비밀 - 제주》
- 2017년 《꽃의 비밀 - 광주》
- 2017년 《꽃의 비밀 - 대구》
- 2018년 《운빨 로맨스 - 부산》